# Alex Sandro Santana de Oliveira
Alex Sandro Santana de Oliveira (Salvador, 30 oktober 1973), ook wel bekend onder de naam Paulo Isidoro, is een Braziliaans voetballer.